# Calm After the Storm
A Calm After the Storm (magyarul: Vihar utáni csend) egy dal, amely Hollandiát képviselte a 2014-es Eurovíziós Dalfesztiválon, Koppenhágában.
A dal akusztikus verzióját 2014. március 12-én mutatták be a Nederland 1 "De Wereld Draait Door" című műsorában, majd az ezt követő napon pedig egy rádióműsor keretében debütált a dal eredeti verziója is.
A dalt a holland The Common Linnets adta elő angol nyelven Koppenhágában, először a május 6-i első elődöntőben, ahol a dal 150 ponttal az 1. helyen jutott tovább a döntőbe.
A május 10-én rendezett döntőben fellépési sorrendben huszonnegyedikként adták elő a máltai Firelight együttes Coming Home című dala után, és a san marinói Valentina Monetta Maybe című dala előtt. A szavazás során 238 pontot szerzett, nyolc országtól a maximális 12 pontot begyűjtve, ez a 2. helyet jelentette a huszonhat fős mezőnyben.
A következő holland induló Trijntje Oosterhuis lesz Walk Along című dalával a 2015-ös Eurovíziós Dalfesztiválon.

## Dalszöveg
Oooo skies are black and blue

I'm thinking about you

Here in the calm after the storm

Oooo after all that we’ve been through

There ain’t nothing new

Here in the calm after the storm

## Slágerlisták
| Slágerlista (2014)                           | Helyezés |
| -------------------------------------------- | -------- |
| Ausztrália (ARIA)                            | 66.      |
| Ausztria (Ö3 Ausztria Top 40)                | 3.       |
| Belgium (Ultratop 50 Flanders)               | 1.       |
| Belgium (Ultratop 50 Wallonia)               | 20.      |
| Dánia (Tracklisten)                          | 2.       |
| Egyesült Királyság (Official Charts Company) | 9.       |
| Finnország (Suomen virallinen lista)         | 6.       |
| Franciaország (SNEP)                         | 102.     |
| Hollandia (Single Top 100)                   | 1.       |
| Hollandia (Dutch Top 40)                     | 2.       |
| Írország (IRMA)                              | 4.       |
| Magyarország (Single Top 20)                 | 4.       |
| Magyarország (Class 40)                      | 15.      |
| Magyarország (Petőfi Európai Top 30)         | 19.      |
| Németország (Media Control AG)               | 3.       |
| Skócia (Official Charts Company)             | 8.       |
| Spanyolország (PROMUSICAE)                   | 5.       |
| Svájc (Schweizer Hitparade)                  | 3.       |
| Svédország (Sverigetopplistan)               | 36.      |

## Külső hivatkozások
- Dalszöveg
- A Calm After the Storm című dal videóklipje. YouTube
- A dal első próbája a koppenhágai arénában. YouTube
- A dal második próbája a koppenhágai arénában. YouTube
- A dal előadása az Eurovíziós Dalfesztivál első elődöntőjében. YouTube